# Conor McCarthy
Conor McCarthy (Blarney, 11 aprile 1998) è un calciatore irlandese, difensore del Barnsley.

## Palmarès

### Club

#### Competizioni nazionali
- Campionato irlandese: 1

Cork City: 2017
- Coppa d'Irlanda: 2

Cork City: 2016, 2017
- Supercoppa d'Irlanda: 2

Cork City: 2017, 2018